# NGC 5532
NGC 5532 (другие обозначения — NGC 5532A, UGC 9137, MCG 2-36-62, ZWG 74.156, 3C 296, PGC 51006) — линзообразная галактика (S0) в созвездии Волопас.
Этот объект занесён в новый общий каталог несколько раз, с обозначениями NGC 5532, NGC 5532A.
Этот объект входит в число перечисленных в оригинальной редакции «Нового общего каталога».
В галактике вспыхнула сверхновая SN 2007ao типа Ia-p, её пиковая видимая звездная величина составила 17,7.